# MOL (зброя)

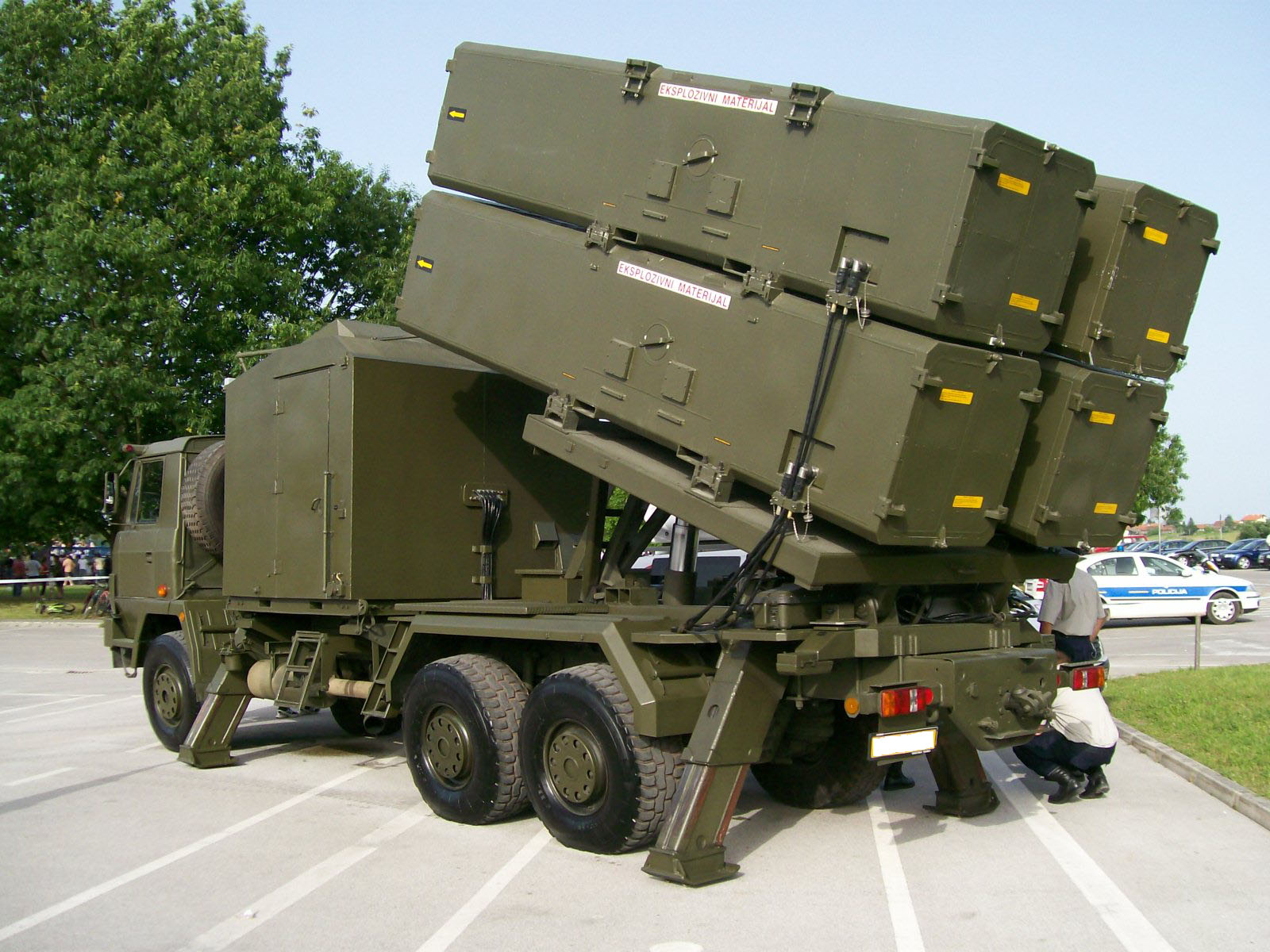
«MOL»

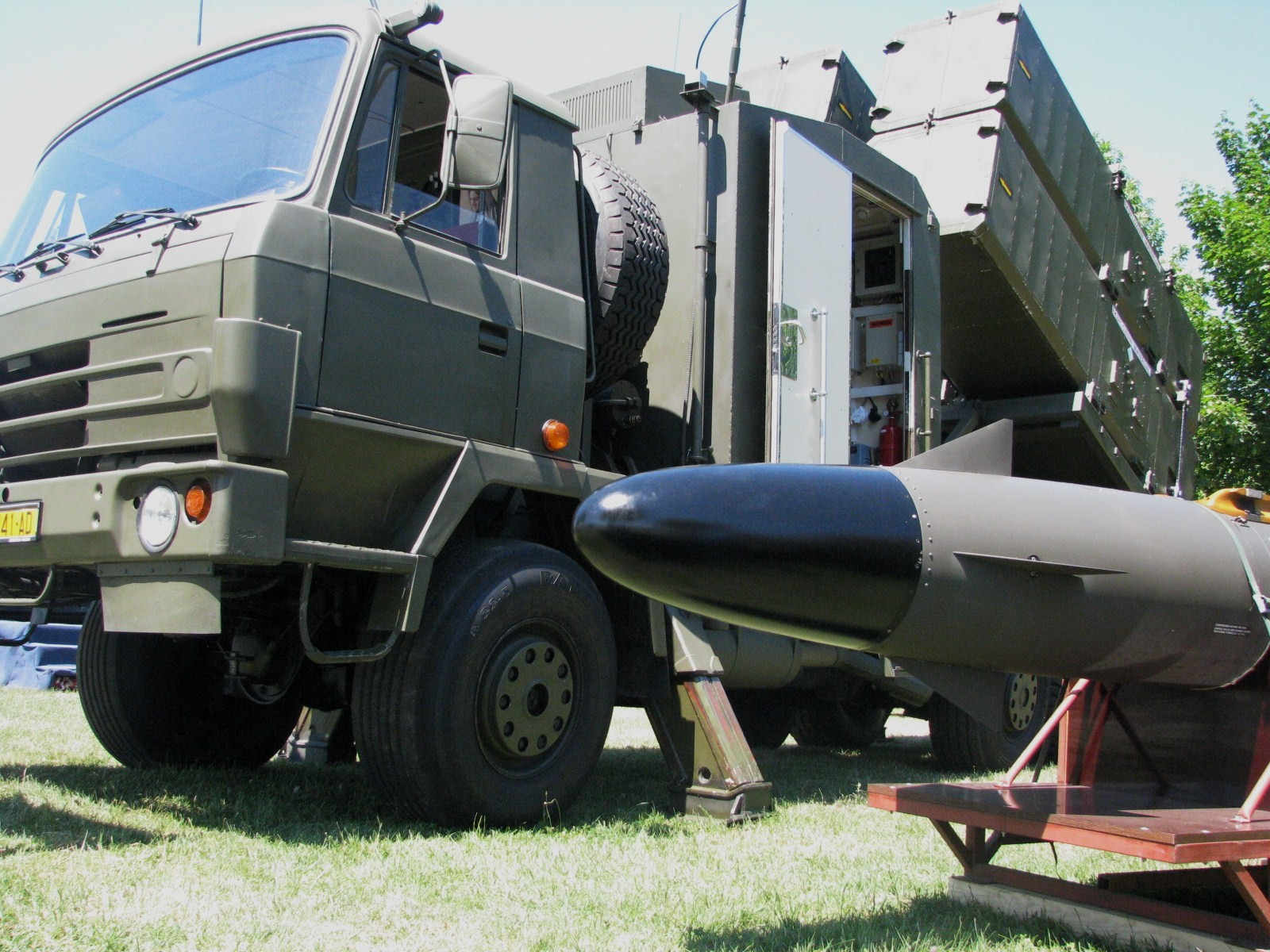
Вигляд комплексу спереду з ракетою RBS-15 на передньому плані

MOL (хорв. Mobilni obalni lanser «пересувна берегова пускова установка») — хорватський бойовий ракетний комплекс, призначений для завдавання ракетних ударів по надводних силах противника. Розроблений у Загребському корабельному інституті та реалізований 1994 р. Оснащений чотирма протикорабельними ракетами RBS-15 та командною кабіною на базі вантажівки «Tatra». Три такі комплекси перебувають на службі у ВМС Хорватії.

## Характеристики
«MOL» вирізняється високою автоматизацією із можливістю дуже швидкого реагування та вибору цілі. Пуск здійснюється поодиноко або залпами з вогневих позицій на узбережжі та островах. Він може діяти автономно або у взаємодії одне з одним чи з ракетними катерами (або суднами з протикорабельним ракетним озброєнням). 
Характеристики:
- бойова вага: 17000 кг
- кількість членів екіпажу: 4
- дальність стрільби: 12-80 км
- напрямок на ціль: 0-360
- сектор дії: 180°
- прицільна стрільба під кутом: +/-90°
- бойовий комплект: 4 х RBS-15
- швидкість ракети > 0,8 Маха
- час польоту ракети: до 400 с
- готовність РС:
- низький ступінь: 120 с (400 год)
- високий ступінь: 40 с (24 год)
- вага боєголовки: 170 кг
- маса ракети (з пусковим двигуном): 758 кг
- умови для стрільби:
- швидкість цілі: до 50 вузлів
- швидкість вітру: до 30 м/с
- температура повітря: від -35°C до +57°C[2]

## Контрольні стрільби
14 травня 2015 р. в районі Середньої Адріатики в акваторії острова Дугі-Оток було проведено контрольні стрільби протикорабельною ракетою RBS-15B, яка була вперше випущена з ракетної батареї, успішно влучила в ціль і повністю її знищила.